# Мрачное воскресенье (фильм)
«Мрачное воскресенье» (нем. Ein Lied von Liebe und Tod}) — немецко-венгерский художественный фильм 1999 года, снятый режиссёром Рольфом Шюбелем по роману Ника Баркова «Песня о печальном воскресенье». Картина, действие которой разворачивается в Будапеште в 1930-1940-х годах, рассказывает о любовном треугольнике между официанткой Илоной Варнай (Эрика Марожан), владельцем ресторана, евреем Ласло Шабо (Йоахим Кроль) и пианистом Андрашем Аради (Стефано Дионизи). В романтическую интригу также вовлечён немецкий бизнесмен, а впоследствии офицер СС Ганс Вик (Бен Бекер), который возвращается в Будапешт во время оккупации Венгрии. Главным лейтмотивом фильма является песня венгерского композитора Ре́жё Шереша «Мрачное воскресенье», которая благодаря своему меланхолическому звучанию стала известна во всем мире как венгерская песня самоубийц.

## Сюжет
Немецкий промышленник Ганс Вик по случаю своего 80-летия приезжает с семьей в Будапешт, где он служил во время Второй мировой войны. Во время ужина в своём любимом ресторане «Шабо» Ганс рассказывает родным и друзьям о многочисленных визитах в этот ресторан до и во время войны. Он заказывает своё любимое блюдо — «рольфляйш» (мадьярский мясной рулет) и просит музыкантов сыграть знаменитую песню — «Мрачное воскресенье». Ганс видит чёрно-белую фотографию красивой женщины, сделанную много лет назад. Он теряет сознание и падает на пол. Владелец ресторана говорит, что эта песня — проклятие, хотя была написана для любви шестьдесят лет тому назад. Действие фильма переносится в Будапешт конца 1930-х годов.
Владелец ресторана Ласло Шабо (еврей по происхождению) и его красивая любовница и официантка Илона (женщина на фотографии) нанимают молодого пианиста Андраша играть в их ресторане. Андраш влюбляется в Илону, а она в него, хотя продолжает спать с Ласло. На день рождения Андраш дарит Илоне песню «Мрачное воскресенье». Поскольку это также день рождения Ганса и его последний день пребывания в Будапеште, он просит у Илоны разрешения сфотографировать её. По дороге в отель Ганс делает Илоне предложение, но она отвергает его. Она признается Ласло, что тоже любит Андраша, после чего он говорит ей, что она свободна решать, и она уходит с Андрашем. Отвергнутые Ласло и Ганс встречаются на мосту через Дунай. Ганс пытается покончить жизнь самоубийством, прыгнув в реку, но Ласло спасает его. На следующий день Ганс уезжает из Будапешта и возвращается в Германию. 
Ласло помогает Андрашу заключить выгодный контракт и записать в Вене песню «Мрачное воскресенье», которая пользуется большой популярностью у публики, но вскоре начинает вызывать страх: меланхоличная мелодия, судя по всему, провоцирует серию самоубийств. Андраш начинает сожалеть о том, что написал эту песню, и собирается отравиться, но его останавливают Илона и Ласло. Ласло забирает себе пузырёк с ядом.
Между Андрашем, Ласло и Илоной складываются непростые отношения. О своих проблемах Ласло говорит Илоне во время ссоры с Андрашем: «Тебе легко, ты получила всё, в чем нуждалась. У тебя есть два мужчины, а у каждого из нас — только половина женщины»
В ходе операции «Панцерфауст» нацисты вторгаются в Венгрию, и Ганс возвращается в качестве офицера СС, ответственного за организацию депортации будапештских евреев в лагеря смерти. Втайне от всех он спасает самых богатых евреев и вывозит их из оккупированной Европы за солидные взятки, включая драгоценности и деньги. Однажды вечером в ресторане Ганс приводит к Шабо своего сослуживца, офицера СС, и настаивает, чтобы Андраш сыграл его знаменитую композицию. Андраш отказывается, но вынужден это сделать, когда Илона начинает напевать слова песни, хотя, по её словам, она поёт только в одиночестве. По окончании песни Андраш убивает себя, выхватив у Ганса пистолет и выстрелив себе в голову.
Похоронив Андраша, Ласло и Илона клянутся друг другу в любви, и Ласло переписывает ресторан на её имя, чтобы его не конфисковали нацисты. Из-за растущей опасности Ласло просит у Ганса документы, с которыми он мог бы безопасно покинуть страну. Однако Ганс уверяет его, что Ласло находится под его личной защитой и что с ним ничего не случится, пока он, Ганс, находится в Будапеште. Вместо этого он уговаривает Ласло приводить к нему богатых евреев, которых он сможет вывезти из страны в обмен на большие суммы денег или драгоценности. Ганс оказывается оппортунистом, уже накопившим состояние на послевоенный период.
Незадолго до битвы за Будапешт эсэсовцы арестовывают Ласло, который не успевает принять яд, и привозят на железнодорожную станцию для отправки в Освенцим. Илона спешит в штаб Ганса и отчаянно молит его о помощи, которую он обещает, но взамен принуждает её к сексу. Илона со слезами на глазах соглашается, но Ганс нарушает обещание, игнорируя Ласло на вокзале и спасая другого еврея, семья которого уже заплатила ему. Беременная Илона «разговаривает» с Андрашем на его могиле, оставляя зрителей в неведении относительно того, кто является отцом будущего ребёнка.
В настоящем времени репортеры СМИ отдают дань уважения умершему Гансу, когда его кладут в гроб и увозят на катафалке. По иронии судьбы Ганса Вика теперь упоминают в новостях не только как богатого промышленника, но и как праведника народов мира, спасшего во время войны «тысячу венгерских евреев». В заключительной сцене фильма нынешний владелец ресторана, сын Илоны и Ласло, наполняет два бокала шампанского и поздравляет с днём рождения свою пожилую мать, которая на кухне промывает пустой пузырек из-под яда, найденный ею после ареста Ласло. Сын и мать обнимаются под песню «Мрачное воскресенье».

## В ролях
- Йоахим Кроль — Ласло Шабо
- Стефано Дионизи — Андраш Аради
- Бен Беккер[англ.] — молодой Ганс Вик
- Эрика Марожан — Илона Варнай
- Себастьян Кох — оберштурмбаннфюрер Эйхбаум
- Ласло И. Киш — штандартенфюрер Шефке
- Ваня Мюс — герр Мендель
- Тибор Кендереши — профессор Тайтельбаум
- Анна Рацкевеи — племянница Тайтельбаума
- Рольф Беккер — старый Ганс Вик
- Андраш Балинт — сын Илоны

## Награды и номинации
| Награда                      | Год вручения | Категория                         | Номинанты и получатели | Результат |
| ---------------------------- | ------------ | --------------------------------- | ---------------------- | --------- |
| Премия Немецкой киноакадемии | 2000         | Лучший художественный фильм       | «Мрачное воскресенье»  | Номинация |
| Премия Немецкой киноакадемии | 2000         | Лучшая мужская роль               | Йоахим Кроль           | Номинация |
| Премия Немецкой киноакадемии | 2000         | Лучший сценарий                   | Рольф Шюбель, Рут Тома | Победа    |
| Баварская кинопремия         | 2000         | Лучшая операторская работа        | Эдвард Клосиньский     | Победа    |
| Баварская кинопремия         | 2000         | Лучший режиссёр                   | Рольф Шюбель           | Победа    |
| Премия «Спутник»             | 2004         | Лучший фильм на иностранном языке | «Мрачное воскресенье»  | Номинация |